# Hervé Bazin
Jean-Pierre Hervé-Bazin (n. 11 aprilie 1911 - d. 17 februarie 1996) a fost un prozator francez, nepotul lui René Bazin.

## Opera
- 1947: Zi ("Jour");
- 1948: Vipera sugrumată ("Vipère au poing");
- 1949: Cu capul de pereți ("La Tête contre les murs");
- 1950: Moartea căluțului ("La Mort du petit cheval");
- 1960: În numele fiului ("Au nom du fils");
- 1967: Căsătoria ("Le matrimoine");
- 1973: Fosta Doamna ("Madame Ex");
- 1977: Ceea ce cred ("Ce que je crois");
- 1978: Un foc înghite un alt foc ("Un feu devore un autre feu");
- 1994: A noua zi ("Le Neuvième jour").